# Sportplakette der Landeshauptstadt Wiesbaden
Die Sportplakette der Landeshauptstadt Wiesbaden ist die höchste Auszeichnung der Stadt Wiesbaden in Hessen für den Sport.

## Zweck
Die Plakette ist für herausragende sportliche Leistungen von Aktiven aus Wiesbadener Turn- und Sportvereinen bzw. für Jugendliche vorgesehen, die sich durch eine lobenswerte Haltung im Sport ausgezeichnet haben. Sie wird in jährlichem Turnus an Einzelpersonen oder Mannschaften vergeben.

## Vergabekriterien
Mit der Sportplakette der Landeshauptstadt Wiesbaden können nur Mitglieder Wiesbadener Turn- und Sportvereine ausgezeichnet werden, sofern diese Vereine Mitglied des Deutschen Olympischen Sportbundes sind, somit einem Fachverband des Landessportbundes Hessen angehören.
Die Plakette können Jugendliche, Junioren bzw. erwachsene Aktive erhalten, die für folgende offiziell von den jeweiligen Spitzenverbänden ausgeschriebene Wettbewerbe qualifiziert und nominiert waren:
- Olympische Spiele bzw. Paralympics
- Welt- und Europameisterschaften
- Deutsche Meisterschaften

Neben den für herausragende Leistungen ausgezeichneten Sportlern können jährlich bis zu fünf Personen geehrt werden, die sich besondere Verdienste um den Wiesbadener Sport erworben haben. Darüber hinaus können jährlich bis zu drei Jugendliche geehrt werden, die sich durch eine lobenswerte Haltung im Sport ausgezeichnet haben, beispielsweise durch soziales oder ökologisches Engagement.
Jede Stufe der Plakette kann nur einmal an dieselbe Person verliehen werden, nach der goldenen Sportplakette kann eine Sonderehrung erfolgen.
Antragsberechtigt sind der Sportkreis Wiesbaden des Landessportbundes Hessen, die Freizeit- und Sportkommission der Stadt Wiesbaden, der Magistrat oder Vereine, die nicht dem Landessportbund Hessen angehören. Die Entscheidung über die konkrete Vergabe wird vom Magistrat getroffen.

## Verleihung
Die Verleihung erfolgt in würdigem Rahmen im Verlauf einer besonderen Feierstunde. Die je nach Platzierung des jeweiligen Aktiven in Gold, Silber oder Bronze ausgeführte Plakette wird zusammen mit einer Urkunde der Stadt Wiesbaden überreicht, in bestimmten Fällen wird die Urkunde ohne Plakette vergeben.